# Albert Marth
| 29 Amphitrite | 1º marzo 1854 |

Albert Marth (Kołobrzeg, 5 maggio 1828 – Heidelberg, 5 agosto 1897) è stato un astronomo tedesco che lavorò in Inghilterra e Irlanda.
Si trasferì in Inghilterra nel 1853 a lavorare per George Bishop, un ricco mercante di vino, mecenate dell'astronomia. A quel tempo era assai raro essere retribuiti nello svolgere la professione di astronomo.
Marth lavorò come assistente di William Lassell a Malta, scoprendo seicento nebulose. Scoprì inoltre uno dei primi asteroidi mai avvistati, 29 Amphitrite.
In seguito Marth lavorò al Markree Observatory in Irlanda.
Realizzò approfondite effemeridi dei corpi del sistema solare e calcolò il transito di vari pianeti da altri pianeti, prevedendo il transito della Terra da Marte e molti altri.
Un cratere sulla Luna è stato intitolato in suo onore.